# Фукокурт ан Сантер
Фукокурт ан Сантер (фр. Foucaucourt-en-Santerre) насеље је и општина у североисточној Француској у региону Пикардија, у департману Сома која припада префектури Перон.
По подацима из 2011. године у општини је живело 285 становника, а густина насељености је износила 41,24 становника/km². Општина се простире на површини од 6,91 km². Налази се на средњој надморској висини од 82 метара (максималној 87 m, а минималној 50 m).

## Демографија
| 1962. | 1968. | 1975. | 1982. | 1990. | 1999. | 2011. |
| ----- | ----- | ----- | ----- | ----- | ----- | ----- |
| 268   | 277   | 261   | 234   | 252   | 223   | 285   |

График промене броја становника у току последњих година